# Шаповал, Григорий Савельевич
Григорий Савельевич Шаповал (23.1.1913 — 27.10.1983) — советский военнослужащий, участник Великой Отечественной войны, Герой Советского Союза, наводчик миномёта 835-го стрелкового полка 237-й стрелковой дивизии 40-й армии Воронежского фронта, красноармеец.

## Биография
Родился 23 января 1913 года в селе Буймер ныне Тростянецкого района Сумской области в семье крестьянина. Помогал родителям по хозяйству, одним из первых в селе вступил в колхоз. Работал трактористом в колхозе.
В Красной Армии в 1935—1937 годах. Вернувшись на родину, работал почтальоном. Вторично в Красную Армию призван в 1941 году. Участник Великой Отечественной войны с июня 1941 года. Под Киевом попал в плен, но через некоторое время бежал из лагеря. Жил в селе Алексино Тростянецкого района.
После освобождения села от немецко-фашистских захватчиков вновь в рядах Красной Армии. С августа 1943 года — на фронте. Пройдя подготовку на курсах пулемётчиков, получил назначение в стрелковый полк. Сражался на Воронежском и 1-м Украинском фронтах. Был контужен и дважды ранен.
Наводчик миномёта 835-го стрелкового полка красноармеец Г. С. Шаповал в ночь на 24 сентября 1943 года одним из первых на подручных средствах переправился через Днепр в районе села Гребени Кагарлыкского района Киевской области. Точно посылая мины по контратакующей вражеской пехоте, способствовал захвату плацдарма на правом берегу Днепра и удержанию его до подхода главных сил.
Указом Президиума Верховного Совета СССР от 23 октября 1943 года за мужество и отвагу, проявленные в боях по захвату и удержанию плацдарма на правом берегу Днепра, красноармейцу Шаповалу Григорию Савельевичу присвоено звание Героя Советского Союза с вручением ордена Ленина и медали «Золотая Звезда».
В мае 1945 года Г. С. Шаповал демобилизован. До 1959 года работал лесником. Жил в селе Алексино Тростянецкого района Сумской области. Умер 27 октября 1983 года. Похоронен на кладбище в селе Алексино.
Награждён орденом Ленина, медалями.
Имя Г. С. Шаповала выбито на аннотационной доске с именами земляков — Героев Советского Союза и полных кавалеров ордена Славы в городе Тростянце.